# L'uomo che corruppe Hadleyburg
L'uomo che corruppe Hadleyburg (titolo originale: The Man that corrupted Hadleyburg) è un racconto di Mark Twain del 1899, pubblicato per la prima volta su Harper's Magazine. In italiano, tra gli altri, è stato tradotto da Eugenio Montale e da Daniele Benati.

## Trama
La storia è ambientata nella "onesta, ristretta, ipocrita e avara" ("honest, narrow, selfrighteous, and stingy") cittadina americana di Hadleyburg la quale suscita l'invidia di tutti gli altri paesi circostanti per la sua fama di essere incorruttibile. Nella cittadina vivono i 19 notabili che sono il simbolo dell'incorruttibilità di Hadleyburg. Il racconto di focalizza sul notabile Edoardo Richards e sulla moglie Maria la quale si vede misteriosamente recapitare un sacco contenente quarantamila dollari e una lettera che descrive come scoprire a chi spetti la considerevole somma di denaro. I soldi dovranno essere consegnati a quella persona di Hadleyburg che una volta fu caritatevole verso un poveraccio donando 20 dollari. Per riconoscere il benefattore (e quindi la persona a cui spettano i soldi), il sacco contiene una seconda lettera sulla quale è scritta la frase che fu pronunciata mentre la persona in questione porgeva i 20 dollari al bisognoso. Questo intricato preambolo verrà seguito da una serie di fatti, misfatti ed equivoci che andrà a minare l'onestà e l'incorruttibilità dei 19 notabili e di tutta la comunità tanto che alla fine Hadleyburg dovrà cambiare nome.

## Edizioni
- Mark Twain, L'uomo che corruppe Hadleyburg, nota introduttiva di Italo Calvino, traduzione di Bruno Fonzi, collana "Centopagine", Einaudi, 1972,  p. 161.
- Mark Twain, L'uomo che corruppe Hadleyburg, traduzione di Leonardo Gandi, collana "Tascabili", e/o, 1992,  p. 100, ISBN 88-7641-146-1.
- Mark Twain, L'uomo che corruppe Hadleyburg, traduzione di Daniela Sandid, collana "Le occasioni", Passigli, 2010,  p. 95, ISBN 978-88-368-1215-8.
- Mark Twain, L'uomo che corruppe Hadleyburg, traduzione di Nicola Manuppelli, collana "Experience light", Mattioli 1885, 2012,  p. 101, ISBN 978-88-6261-274-6.